# Église Saint-Martin de Fleury (Aisne)
L'église Saint-Martin est une église située à Fleury, dans le département de l'Aisne, en France.

## Localisation
L'église est située sur la commune de Fleury, dans le département de l'Aisne.

## Historique
Inscrite à l'Inventaire général du patrimoine culturel depuis 1985.